# Hygrochloa cravenii
Hygrochloa cravenii är en gräsart som beskrevs av Michael Lazarides. Hygrochloa cravenii ingår i släktet Hygrochloa och familjen gräs. Inga underarter finns listade i Catalogue of Life.